# رشته‌های زنول
رشته‌های زنول منشأ گرفته از حلقه زین ‎/ˈtsɪn/‎ (غشای زین، زنول‌های سیلیاری) (پس از Johann Gottfried Zinn) در واقع مجموعه‌ای از رشته‌های فیبری هستند که با یک اتصال کوچک از یک سو به جسم مژگانی و از سویی دیگر به کریستالین لنز(عدسی)در چشم متصل هستند. گاهی اوقات به این الیاف به عنوان رباط های معلق لنز نیز گفته میشود(suspensory ligaments )زیرا مانند رباط معلق رفتار میکنند.

## توسعه
سلول‌های اپتلیال سیلیاری در چشم احتمالاً مسئول سنتز پروتئین‌های زنول‌ها هستند.

## آناتومی
zonule of zinnاز دو لایه تشکیل شده‌اند: یک لایه نازک که خطوط hyaloid fossa را شامل می‌شود و یک لایه ضخیم تکه مجموعه‌ای از الیاف zonular را شامل می‌شود. این دو قسمت را باهم به عنوان رباط suspensory لنز در نظر می‌گیرند. zonulesها در حدود ۱ تا ۲ میکرومتر قطر دارند.
zonules هابه کپسول لنزقدامی لنز در فاصله 2mm قدامی و به خط استوای لنز در خلف آن در فاصله 1 mm خلفی متصل شده‌اند و از pars plana واقع در اپیتلیوم منطقه مژگانی شروع می‌شوند و از نزدیک و قدام سطوح جانبی pars plicata عبور می‌کنند.
هنگامی که رنگ‌دانه‌ها توسط زنول‌ها کنده می‌شوند (اصطکاک در برابر لنز)، عنبیه به آرامی بی‌رنگ می‌شود. در برخی از موارد رنگ‌دانه‌های معلق موجب مسدود کردن کانال‌ها می‌شود و گلوکوم Pigmentosa را به وجود می‌آورد.
زنول‌ها عمدتاً از fibrillin که پروتئین بافت همبند به‌شمار می‌آید، ساخته می‌شوند. جهش درژن سازندهٔ fibrillin منجر به بیماری Marfan syndromeو از عوارض آن افزایش خطر لنز دررفتگی است.

## ظاهر بالینی
مشاهدهٔ zonules of Zinnها با استفاده از اسلیت لمپ دشوار است، اما ممکن است با اتساع کامل مردمک یا در حالت coloboma عنبیه باشد و نیمه دررفتگی لنز آن‌ها را مشاهده نمود. تعداد zonules در حال حاضر در یک فرد با افزاش سن کاهش می‌یابد. این zonules در قسمت‌های خارجی حاشیه لنز (استوا) در هر دو سمت قدام و خلف آن اتصال دارند.

## تصاویر اضافی

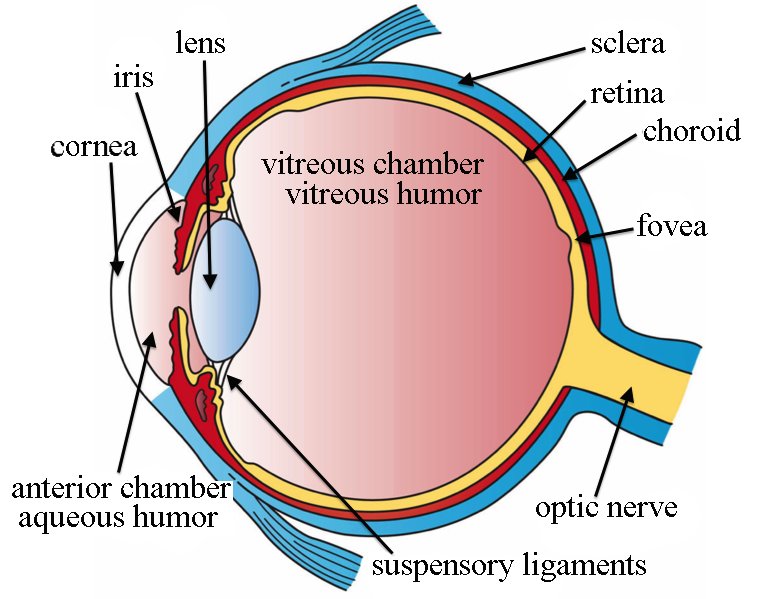
سازه‌های برچسب چشم
این تصویر نشان می‌دهد یکی دیگر از برچسب از نظر ساختار چشم